# Liste des rues de La Bouverie
 (mai 2023).
Liste des odonymes (noms de voiries et places) de La Bouverie, section de la commune de Frameries.

## L
- Libération, anciennement rue Ferrer puis rue de l'Église[1].